# Catumiri
Catumiri es un género de arañas que pertenece a la familia Theraphosidae (tarántulas).

## Especies
- Catumiri argentinense (Mello-Leitão, 1941) — Chile, Argentina
- Catumiri chicaoi (Guadanucci, 2004) — Brasil
- Catumiri petropolium (Guadanucci, 2004) — Brasil
- Catumiri uruguayense (Guadanucci, 2004) — Brasil, Uruguay